# David Fisher (mathématicien)
David Michael Fisher est un mathématicien américain, professeur à l'Université de l'Indiana à Bloomington.

## Biographie
David Fisher obtient son doctorat en 1999 à l'Université de Chicago sous la direction de Robert Jeffrey Zimmer (titre de sa thèse :  On the Arithmetic Structure of Lattice Actions on Compact Manifolds ). Il est professeur distingué sur la chaire Ruth N. Hall à l'Université de l'Indiana à Bloomington.

## Recherche
Les recherches de David Fisher portent sur la rigidité en géométrie et en dynamique, sur les groupes et les 
 géométriques, la théorie ergodique, les groupes de Lie et leurs sous-groupes discrets. Il est connu pour ses contributions à la résolution de la conjecture de Zimmer avec Aaron Brown et Sebastian Hurtado.

## Distinctions
Fisher est boursier du Radcliffe Institute for Advanced Study, fellow de la Fondation Simons et il est membre de l'American Mathematical Society. Il est conférencier invité au Congrès international des mathématiciens en 2010 (avec Alex Eskin, titre de la communication : Quasi-isometric rigidity of solvable groups) et également en 2022 (Rigidity and invariant measures beyond homogeneous dynamics).

## Publications (sélection)
- (en) David Fisher et Gregory Margulis, « Almost isometric actions, property (T), and local rigidity », Inventiones mathematicae, vol. 162, no 1,‎ 2005, p. 19–80 (DOI 10.1007/s00222-004-0437-5, arXiv math/0312386, lire en ligne, consulté le 21 juin 2025)

- Groups acting on manifolds: the Zimmer Program, Arxiv 2008

- Alex Eskin et David Fisher, « Coarse differentiation of quasi-isometries I: Spaces not quasi-isometric to Cayley graphs », Annals of Mathematics, vol. 176,‎ 2012, p. 221-260 (DOI 10.4007/annals.2012.176.1.3, arXiv math/0607207, lire en ligne, consulté le 21 juin 2025)
- Alex Eskin et David Fisher, « Coarse differentiation of quasi-isometries II: Spaces not quasi-isometric to Cayley graphs », Annals of Mathematics, vol. 177,‎ 2013, p. 869-910 (DOI 10.4007/annals.2013.177.3.2, arXiv math/0706.0940, lire en ligne, consulté le 21 juin 2025)

- Recent progress in the Zimmer program, Arxiv 2017 (contribution pour le livre Zimmer, Selected Papers )

- avec Aaron Brown, Sebastian Hurtado : Zimmer's conjecture for non-uniform lattices and escape of mass, Arxiv 2021

- Aaron Brown, David Fisher et Sebastian Hurtado, « Zimmer's conjecture for actions of SL(𝑚,ℤ) », Inventiones Mathematicae, vol. 221, no 3,‎ 2020, p. 1001-1060 (arXiv 1710.02735)

- Aaron Brown, David Fisher et Sebastian Hurtado, « Zimmer's conjecture: Subexponential growth, measure rigidity, and strong property (T) », Annals of Mathematics, vol. 196, no 3,‎ 1er novembre 2022, p. 891-940 (DOI 10.4007/annals.2022.196.3.1, lire en ligne, consulté le 20 juin 2025)

## Citation
- Séminaire Bourbaki Octobre 2017 : Serge Cantat - Progrès récents concernant le programme de Zimmer (d'après A. Brown, D. Fisher, et S. Hurtado)

- Aaron W. Brown, Sébastien Alvarez, Dominique Malicet, Davi Obata, Mario Roldán, Bruno Santiago, Michele Triestino: Entropy, Lyapunov exponents, and rigidity of group actions, Arxiv 2018 (Cours de la Société mathématique brésilienne à Teresopolis).